# آموزش زبان ارتباطی

## آموزش زبان ارتباطی (CLT) Communicative language teaching
رویکرد آموزش زبان ارتباطی در اواخر سال 1970به وجود آمد؛ وقتی که شیوه آموزش سنتی زبان در حال تغییر بود. هدف این رویکرد شیوه‌های ارتباطی بود که بر روی سلیسی و روانی تأکید داشت و بیشتر روی توانایی برقراری ارتباط در محیط‌های واقعی تأکید داشت.
هالیدی (Halliday) زبان و یادگیری زبان را چیزی بیش از یادگیری ساختارهای زبانی و زبان را یک پدیدهٔ اجتماعی میداند.
به گفتهٔ ویلکینز (wilkins) کاربرد زبانی باید قادر به نشان دادن عملکردهای زبانی و کاربردی باشد.
در یک موقعیت اجتماعی، کسانی که از زبان استفاده میکنند می‌بایست عملکردهای معینی را از خود نشان دهند، مانند قول دادن، دعوت کردن و یا عدم پذیرش دعوت. رویکرد (CLT) متون کلاسی مشخصی ندارد و نیز توصیه نمی‌کند. این رویکرد در آموزش انعطاف‌پذیری داشته و در آن از شگردهای متفاوت استفاده می‌شود اما نکته این است که به دلیل عدم وجود تکنیک کلاسی مشخصی مدرسان درک مبهمی از این روش دارند و اتفاق نظر در آن دیده نمی‌شود.
شرایط آموزش:
لارسن و فریمن با مشاهده یکی از کلاس‌هایی که در آن از روش (CLT) استفاده می‌شود، به تمرین‌های زیر اشاره داشته‌اند. 1)خواندن روزنامه‌ها با عناوین گوناگون (ورزشی، علمی، داستانی) 2) بازی با کلمات و تصاویر 3) ایفای نقش. در ایفای نقش زبان آموزان در هنگام خواندن روزنامه به بحث و اظهار نظر پرداخته، یا با بازی و ایفای نقش چگونگی بودن در شرایط همانند حضور در ادارات و مراکز را می آموزند که زبان در موارد لزوم به صورت کاربردی مورد استفاده قرار می‌گیرد و در استفاده از جورچین‌ها، تصاویر، قدرت خلاقانهٔ خود را پرورش داده و به حدس وگمانه زنی بپردازند. طی این تمرین‌ها شرایطی ایجاد می‌شود که زبان آموز در دنیای واقعی قرار گرفته و هنگام کاربرد زبان و مواجهه با ابهامات در جامعه زبانی جدید دچار ترس و استرس و در نتیجه عدم کارایی و کاربردی زبان آموخته شده نگردد. در این رویکرد به مشخصه‌های آموزشی از دیدگاه جانسن و مارو (Johnson and morrow) توجه شده‌است. به عقیده جانس و مارو فعالیت‌هایی که حقیقتاً ارتباطی هستند داری سه ویژگی عمده اند: 1)فاصلهٔ اطلاعاتی: بین گوینده و شنوده باید فاصلهٔ اطلاعاتی وجود داشته باشد و سوال‌ها نباید صوری و نمایشی باشند. 2)انتخاب: گوینده باید دربارهٔ آنچه که می‌گوید و نحوهٔ بیان آن حق انتخاب داشته باشد. 3)بازتاب: به شنونده باید فرصتی برای عکس‌العمل و بازخورد داده شود.

## نقش معلم
مدرس به سه مورد اشاره شده توجه می‌کند تا مواد درسی 1)اطلاعات تازه و عدم تکرار 2)استخراج دانسته‌های زبان آموز و 3)نحوهٔ استفاده و انتخاب زبان آموز را در صورتهای زبانی که قدرت بیان و ارتباط‌گیری زبان آموز را به نمایش می‌گذارد.
این روش حس امنیت را در زبان آموز افزایش می‌دهد. زبان آموز برای استفاده از زبان در محیط واقعی نیاز دارد تا فرهنگ زبان را بشناسد و در استفاده از صورت‌های زبانی در شرایط متفاوت (اجتماعی، رسمی، محاوره ای) توانمند گردد. در این روش استفاده از زبان مادری مجاز است. در طول مراحل آموزش، زبان آموز به ضرورت استفاده از زبان هدف پی می‌برد.
در رویکرد (CLT) ارزیابی بر اساس دقت بر گفتار، فصاحت کلام، کنترل بر ساختارها و واژگان در ایجاد ارتباط است. مدرس فعالیت‌های زبان آموز را مورد بررسی و ارزیابی قرار داده و نیز می‌تواند از آزمون‌های چند منظوره (integrative) استفاده نماید مانند نوشتن یک نامه.
واکنش مدرس در برابر خطاها چشم پوشی است. مدرس در صورت لزوم به شکل غیر مستقیم و با مثال خطاهای زبان آموز را تصحیح نموده و در مورد خطاها توضیح دهد. با این روش به زبان آموز جرأت و احساس امنیت در برقراری ارتباط را می‌دهد. دو نسخه از رویکرد ارتباطی موجود است: قوی و ضعیف. آموزش زبان ارتباطی (CLT) نسخهٔ ضعیف رویکرد ارتباطی است چرا که در آن به ایجاد موقعیت‌هایی برای تمرین زبان مقصد جهت مقاصد ارتباطی تمرکز می‌شود. آموزش محتوا-محور مثالی برای نسخهٔ قوی این رویکرد است.